# The Format
The Format (с англ. — «Формат») — американская инди-рок-группа, образованная вокалистом Нейтом Рюссом и мультиинструменталистом Сэмом Минсом. Их стиль можно считать смесью инди, альтернативы, панка и фолк-музыки с элементами поп-музыки 1960-х и 1970-х годов. Хотя Минс и Рюсс являются основными участниками группы, они играли, гастролировали и записывались с Майком Шеем, Марком Бузардом, Доном Рэймондом, а для записи DVD и тура летом 2007 года — с барабанщиком The Honorary Title Адамом Бойдом. The Format выбрали свое название, чтобы высмеять склонность музыкальной индустрии к шаблонному «формату» для хита. Образованная в 2002 году, группа объявила о перерыве 4 февраля 2008 года. 4 февраля 2020 года они объявили о возвращении из своего перерыва для специальных шоу, которые позже были отменены из-за пандемии.

## Дискография
Альбомы
- Interventions + Lullabies (2003)
- Dog Problems (2006)

Сборники
- Live at the Mesa Amphitheater (Limited Release live album, 2004)
- B-Sides & Rarities (The Vanity Label, 2007)
- Live at the Mayan Theatre (The Vanity Label, recorded 2007, released 2020)

EP
- EP (self-released, 2002)
- Snails (Atlantic, 2005)
- Live from the Living Room: Volume One (The Vanity Label, 2006)
- And Now I Hope You're Alright - Live in California (The Vanity Label, 2006)
- The Format Live: Exporting Insecurity (The Vanity Label, 2006)
- Kenneth Room Sessions (The Vanity Label, 2016)

DVD
- Live at the Mayan Theatre (The Vanity Label, 2007)

Синглы
- "The First Single" (Elektra, 2003)
- "The Compromise" (The Vanity Label, 2006)
- "Time Bomb" (The Vanity Label, 2006)
- "Apeman" (The Vanity Label, 2006)
- "She Doesn't Get It" (The Vanity Label, 2006)
- "Dog Problems" (The Vanity Label, 2006)
- "Swans" (The Vanity Label, 2016)
- "Your New Name" (The Vanity Label, 2022)